# PrOACT-módszer
A PrOACT-módszer a döntéselmélet egyik eszköze a strukturált döntéshozatal segítésére. A mozaikszó a folyamat lépéseire utal:
1. Problem – a döntési probléma körültekintő megfogalmazása
2. Objectives – a figyelembe veendő célok kimerítő listája
3. Alternatives – a szóba jöhető döntési alternatívák feltárása
4. Consequences – a feltárt alternatívák következményeinek elemzése
5. Tradeoffs – az egyes célok között fennálló „tradeoffok” felderítése, azaz mennyivel jutunk közelebb az egyik célhoz egy másik feláldozásával

Hammond, Keeney, Raiffa (1998) alkotta meg, amikor a fenti öt kulcstényezővel számolt a döntéshozatal során.

## Külső hivatkozások
- A Structured Approach for Making Complex Decisions (angolul)